# Syrastrenopsis moltrechti
Syrastrenopsis moltrechti är en fjärilsart som beskrevs av Karl Grünberg 1914. Syrastrenopsis moltrechti ingår i släktet Syrastrenopsis och familjen ädelspinnare. Inga underarter finns listade i Catalogue of Life.